# Sarah Lucas
Sarah Lucas (Londra, 23 ottobre 1962) è un'artista inglese.
Famosa per le sue installazioni che impiegano vari materiali, dalle fotografie agli oggetti di recupero, fino a operazioni artistico-commerciali come l'apertura di un negozio con la collega Tracey Emin o la trasformazione dell’Albergo diurno Venezia di Milano nel 2016, ha utilizzato un linguaggio volutamente ironico e scurrile nelle sue opere, suscitando scandalo e attirando l'attenzione anche con l'uso di doppi sensi marcatamente sessuali.

## Biografia
Nata nel quartiere di Islington a Londra in una famiglia della working classe residente in una casa comunale a Holloway Road, terza di quattro fratelli, passa l'infanzia giocando per lo più con i maschi (due fratelli lo erano) per strada. Assorbe quindi uno slang maschile anche se non sempre da piccola capisce che cosa significhino i termini che utilizza. Da allora impiega termini crudi e spesso rozzi nei titoli delle sue opere, e sostiene il potere politico delle parolacce, e di come "alcune persone avessero il linguaggio contro di loro". Lucas riferisce che la madre non le lasciasse il tempo per svolgere i compiti in quanto pensava che il tempo dedicato a studiare fosse inutile. Lascia perciò la scuola a 16 anni senza alcuna qualifica, mantenendosi con lavori precari e con il sussidio di disoccupazione. A 17 anni gira per l'Europa con un amico, cercando di capire quale attività le interessasse svolgere nella vita. Tornata a Londra, inizia a lavorare nel centro ludico dove la madre è impiegata, e conosce un dipendente che ha frequentato un istituto d'arte: finalmente comprende di voler frequentare una scuola simile. Frequenta il Working Men's College, la più antica istituzione europea per la formazione e l'istruzione degli adulti. Con il portfolio che riesce a costruirsi con i corsi del WMN, nel 1982 si iscrive al London College of Printing dove frequenta il corso base e vi rimane fino al 1984. Nel 1984 si iscrive al prestigioso Goldsmith College dove si laurea con lode nel 1987; i suoi compagni di corso sono Damien Hirst, Tracey Emin, Gary Hume e Angus Fairgust, a cui venne associata con la definizione di Young British Artists, gruppo che ha attirato l'attenzione del grande collezionista Charles Saatchi. La sua partecipazione a Freeze, la mostra organizzata da Damien Hirst nel luglio 1988 presso un edificio in disuso dei Dockland di Londra, è considerata dalla critica poco incisiva rispetto ai lavori dei suoi colleghi di corso. Lucas nota che dopo il college i ragazzi hanno più possibilità di esporre nelle gallerie, e più volte ribadisce la sua rabbia rispetto a questa situazione. Nel frattempo ha una relazione sentimentale con Gary Hume che, al contrario, gode di ampio successo presso i maggiori collezionisti e che la convince a trasferirsi a New York. Nel 1990 conosce Sadie Coles, collaboratrice di una delle più importanti gallerie di Londra,che successivamente la coinvolgerà nell'apertura del proprio spazio espositivo; in quest anni inoltre affronta la lettura dei testi della teorica del femminismo Andrea Dworkin, che la guidano in una introspezione sul modo di rapportarsi alle ragazze da parte dei giovani, in particolare sul linguaggio sessuale maschile che lei involontariamente ascoltava durante l'adolescenza. Le riflessioni sul femminismo di Dworkin la allontanano anche da Hume e nel 1992 realizza la prima personale presso la City Racing Gallery a Londra dove espone sia collage che ready made e in particolare una delle sue opere più celebri, Penis Nailed to a Board. La mostra ha successo e con i ricavi Lucas apre il 3 Gennaio 1993 insieme all'amica Tracey Emin The Shop, chiuso il successivo 3 luglio, con una "dannata fantastica festa" per il trentesimo compleanno di Emin. Inizia così il successo critico di Lucas, a cui si aggiungerà anche quello economico con la mostra del 1997 presso la galleria di Sadie Coles, Bunny Gets Snookered.
La giornalista Lynn Barber commenta così i lavori esposti dell'artista " "sembravano - non spaventosi, esattamente, perché erano troppo spiritosi per quello - ma alimentati dalla rabbia; rabbia contro pornografia e denigrazione casuale delle donne da parte degli uomini, anche se Lucas ha risposto a quel suggerimento dicendo che era più "irritata che arrabbiata"." Nel 1998, quando la sua fama è oramai acclamata e inizia a vendere a cifre considerevoli, ritorna a fare la barista una volta alla settimana in un locale di Londra, nel quartiere di Soho, affermando "per anni e anni ho lavorato nei bar, e questo non mi ha fatto sentire in una posizione umile. Mi ha dato un senso abbastanza forte di me stessa, in effetti non ho mai creduto a quelle nozioni" che la dignità risiede nello status o in quanti soldi hai. È bene ricordarselo".. Dal 2008 vive in un cottage ristrutturato nella campagna del Suffolk, a Framlingham, insieme al compagno, il fotografo Julian Simmons.. Il suo più grande collezionista è attualmente il suo collega ed ex compagno di college Damien Hirst che ha acquistato tutte le opere che appartenevano a Charles Saatchi, il magnate che aveva lanciato gli Young British Artist con i suoi cospicui investimenti negli anni '90.. 
La sua consacrazione definitiva arriva con la partecipazione alla Biennale di Venezia del 2015 rappresentando la Gran Bretagna, che le ha dedicato l’intero padiglione. Nel 2023 la Tate di Londra per celebrare i suoi 40 anni di carriera le dedica una personale che presenta la sua storia artistica.

## Opere
Fin dalle prime mostre con gli Young British Artists Lucas si rende conto che la scena artistica contemporanea era in mano agli uomini: nella loro prima mostra collettiva lei aveva effettivamente venduto poco e la sua opera ritenuta poco incisiva. Questa riflessione l'ha spinta ad una pratica artistica ai limiti dello scandalo, per consentire all'arte femminile di entrare in ambiti che le erano tradizionalmente esclusi. In questo senso si può considerare Lucas una delle figure fondamentali a cavallo tra XX e XXI secolo per aver indicato un percorso di indagine nel campo del rapporto tra sessualità e arte. Lucas inoltre utilizza spesso il linguaggio parlato dai giovani maschi adolescenti, bagaglio lessicale che ha acquisito durante la sua adolescenza, per mettere in luce gli stereotipi e le assurdità dei pregiudizi nei confronti delle donne e la meschinità di alcuni comportamenti quotidiani. Il suo lavoro, pur mostrando lati ironici, è un continuo attacco ai cliché maschilisti, mettendo l'osservatore anche in condizioni di sperimentare la tristezza o la povertà umana di certe situazioni. Lucas smonta anche gli stereotipi sulla bellezza femminile, ma anche quelli sulla presunta liberazione sessuale femminile, agendo su propri ritratti che offrono una diversa percezione della donna rispetto a quella della stampa quotidiana, soprattutto nei tabloid inglesi.
Utilizza oggetti quotidiani, comuni, spesso poveri e usati, creando associazioni mentali, oppure sculture sempre senza testa: se appare un volto è unicamente il suo.
Lucas lavora senza alcun assistente, rifiutandosi di pagare per un lavoro che deve realizzare da sè; spesso però viene aiutata e supportata dal compagno Julian Simmons o da amici ed amiche.
Si è scelto di presentare solo le opere (o le serie di opere) che hanno suscitato maggior clamore nella critica e che sono ritenute particolarmente significative per la carriera di Lucas. Per un elenco più esaustivo si vada al sito della sua gallerista Sadie Coles.

### Fotografie
La produzione fotografica di Lucas 
- Eating a Banana 1990, fotografia b/n, 75x82 cm[12]. Si tratta di una delle prime opere che la rendono famosa. L'inquadratura coglie il volto della Luca fino alle spalle, mentre con la mano destra sta tenendo l'ultima parte di una banana sbucciata, mentre è intenta a mangiarne una parte guardando di sottecchi l'obiettivo e la frangia copre tra parte dell'occhio sinistro; veste un giubbotto di pelle nera, aperto, da cui si intravvede una t-shirt. La messa inscena evoca immediatamente la relazione tra il cibo e l'atto sessuale, con il tentativo di costruire un atteggiamento sfrontato da duro (il giubbotto e la t-shirt rimandano ad attori americani come Marlon Brando o James Dean) ma non le riesce pienamente, avendo un volto che ancora pare adolescenziale e non riesce a nascondere il dubbio se fare o non fare in pubblico un atto così provocatorio.
- Fighting Fire with Fire, 1996, fotografia in b/n 182x134[13]. la fotografia replica l'inadratura del busto di Lucas, solo che in questo caso viene colta di fronte, con una sigaretta he pende dal labbro a destra, quasi del tutto consumata e con gran parte della cenere ancora attaccata. Capelli corti, mento in avanti e rughe verticali tra le arcate sopracciliari, maglietta scura, denotano ancora una volta l'atteggiamento da macho alla James Dean che sfida le convenzioni sul fumare come un maschiaccio, inadatto ad una ragazza di buona famiglia, sia i continui avvertimenti sanitari sulla pericolosità del fumo. Il titolo suggerisce un atteggiamento contraddittorio, combattere il fumo nascondendosi dietro una cortina di fumo, celarsi agli altri mentre si sta fumando ma anche, pur consapevoli della pericolosità del fumare, ci si rifiuta e quindi si nasconde a se stessi il grave problema come se si trattasse di un'eventualità che non ci riguarda. Come in gran parte delle opere di Lucas si gioca con le parole e i molteplici significati che possono rivelare: vi è sempre una riflessione sul linguaggio, che ha ereditato dalla lettura della Dworking, m anche l'attenzione agli atteggiamenti maschili e agli stereotipi sul mondo femminile.[14].

### Installazioni
- Two Fried Eggs and a Kebab 1992, installazione con tavolo in legno, uova fritte, fotografia, 151x89,5x102 cm[15]. L'opera si ispira ad una espressione dello slang inglese per definire una donna, utilizza materiali poveri e che non hanno nulla a che vedere con il concetto di bellezza, nella migliore tradizione dei Ready-made di Marcel Duchamp ma, come nel caso del celebre artista, utilizzano un'espressione quotidiana o un gioco di parole per creare una dissociazione ed una riflessione per l'osservatore. Lo slang appartiene al mondo giovanile, in particolare a quello di Lucas, e in questo caso la volgarità viene sfruttata per rivelare il punto di vista femminile sul legame tra cibo, lavoro domestico e sessualità.
- Au Naturel, 1994, installazione con materasso, meloni, arance, cetriolo, secchio, 84x167,7x145 cm.[16]. L'opera è costituita da un materasso molto usato, di qualità scadente, appoggiato ad un parete per circa un terzo della sua lunghezza, in cui a destra sono stati infilati due meloni nella parte verticale, tagliando il tessuto e creando delle tasche, e nella parte orizzontale vi è un secchio rivolto verso l'osservatore. Nella parte sinistra parallelo al secchio, vi è un cetriolo puntato verso l'osservatore sostenuto da due arance. Si narra qui di un sesso domestico, quotidiano, privo di passione, svilito dalla povertà degli oggetti: non è la promiscuità e la depressione del materasso[17] della sua amica e collega Tracey Emin, ma sotto l'umorismo cela la malinconia dell'atto quotidiano subito dal secchio sempre aperto, invecchiato ma ancora consenziente. L'opera, esposta nella mostra Sensation del 1997 insieme al resto della collezione di Charles Saatchi, diventa famosa soprattutto per lo scandalo che circonda tutta l'operazione, invece che per l'intuizione di Lucas sullo svilimento dell'atto sessuale nella sua ripetizione meccanica e spesso non consenziente.
- Bunny gets Snookered 1997, collant, cuscini, sedie, capoc, fili, tavolo da biliardo, dimensioni variabili. Londra, Galleria di Sadie Coles.[18] Si tratta della prima uscita ufficiale del personaggio Bunny, già utilizzato dall'artista, ma che da questo momento in poi assume sempre lo stesso titolo seguito dalla numerazione progressiva 1,2,3... Si tratta una figura femminile i cui arti sono costituiti unicamente da collant, spesso colora carne con sopra calze auto reggenti colorante, imbottiti di kapok, la cui parte centrale del busto coincide con lo schienale della sedia. Nella prima versione ce ne sono 8 sopra e attorno ad un biliardo. Il titolo infatti gioca con il doppio senso di Snooker, biliardo, ma anche il termine utilizzato per indicare i cadetti delle scuole militari. In questa installazione Lucas, distribuendo gli otto manichini distesi sul biliardo o seduti provocatoriamente con le gambe aperte, si riferisce sia alle donne a disposizione dei soldati nei bordelli, si alla pratica del biliardo, tipicamente maschile[19].Si tratta di una delle tante rappresentazioni della donna come oggetto sessuale, contro cui Lucas cerca di indurre una riflessione da parte degli osservatori.

### Mostre-Installazioni
- The Shop, 1993, Londra, con Tracey Emin. Nel dicembre del 1992, alla ricerca di nuove suggestioni e di un nuovo studio, Lucas apre con l'amica e collega di studio uno spazio denominato "The Shop", al 103 diBethnal Green Road, nel quartiere di Shoreditch, nella parte orientale di Londra, dando tra l'altro vita alla riqualificazione e "gentrificazione" di questo parte della metropoli[20]. In esso si vendono solo oggetti autoprodotti, come ad esempio le famose t-shirt con scritte come Complete Arsehole[21] oppure Fucking Useless[22] oppure anche dei portacenere con incollato sul fondo il volto del collega Damien Hirst: infatti in quel periodo l'amico dei tempi del college si stava dedicando ai lavori con le sigarette. The Shop è un luogo dove incontrarsi, discutere, fare arte, bere e ballare, e non c'era niente di simile in tutta Londra. Chiuso con una memorabile feta il 3 luglio dello stesso anno, appartiene oramai alla "mitologia" creata intorno agli Young British Artists, anche perché decreta il passaggio in Gran Bretagna da un'arte contemporanea circoscritta a pochi conoscitori e piuttosto provinciale, alla esplosione di un mondo costituito da galleristi, artisti, collezionisti, fondazioni e centri di ricerca che prima non esisteva.[23]
- In-A-Gadda-Da-Vida, mostra-installazione collettiva con Angus Fairgust e Damien Hirst, 2004, Londra, tate Britain[24]. Il nome della mostra si riferisce al titolo di una canzone del 1968 degli Iron Butterfly, che doveva essere "In the Garden of Eden", ma che il batterista (probabilmente ubriaco) pronunciava storpiandola; un altro membro della band la trascrive foneticamente e questo probabile fatto diventa parte integrante della vicenda dell'album e della bad. Il tema dell'esposizione tocca tutti gli ambiti che i tra artisti esplorano da tempo: il sesso, la vita, la morte, il commercio globale, il sistema di classe, i significanti dei media e più in generale la caduta dal paradiso terrestre (come citato nel titolo della canzone) e la perdita dell'innocenza progressiva dell'umanità. Si tratta di un lavoro collettivo ma coerente, costruito discutendo insieme, vent'anni dopo la prima mostra (Frieeze) che li aveva lanciati. Il contributo di Lucas, oltre alla discussione collettiva che ha portato ai temi dell'esibizione, è dato da un dirigibile modello Zeppelin appeso, rivestito di materiale pubblicitario di pizzerie, due soggetti che riguardano i Bunny, alcuni caschi realizzati con lattine, ma il più memorabile rimane il Christ You Know It Ain't Easy (2003)[25], un Cristo realizzato con sigarette appeso ad una croce di San Giorgio[26]. Il titolo cita letteralmente un verso della canzone dei Beatles dedicata a John LEnnon e Yoko Ono, considerata all'epoca in cui era uscita blasfema. Come è prassi nel suo lavoro Lucas utilizza un doppio senso, il primo più diretto sulla difficoltà di smettere di fumare "In effetti speravo mi aiutassse a fumare di meno, ma non ha funzionato"[27]; il secondo invece si riferisce alla tradizione storica del tema del Crocefisso, che però viene svilito perché il titolo si può considerare anche un improperio[28] ed anche ridotto "in fumo" grazie alle stesse sigarette.
- I scream Daddio, Padiglione Britannico alla 56ª Biennale di Venezia 2015. Installazione e sculture interamente pensate e realizzate dall'artista, che in seguito ringrazia le amiche e colleghe (le sue muse) che si sono prestate come stampi per i vari "Bunny" che in questo caso sono di gesso o resina. Si viene accolti fuori dal padiglione da una gigantesca scultura fallica giallo uovo con torso adagiato sul pavimento e due gambe piegate, Maradona chiara allusione al calciatore ma con ribaltamento di significato rispetto alla tradizione del nudo femminile nella storia dell'arte. Inoltre si può notare che "Maradona" abbia un'assonanza con "Madonna", altro gioco di parole tipico della prassi artistica di Lucas. Il "giallo crema inglese"[29] viene utilizzato dall'artista in tutte le sale del padiglione per renderlo più allegro "Nel mondo accadevano e accadono cose serie, ansiogene. La mia reazione è stata forte: ho pensato che avessimo bisogno di qualcosa di più allegro"[30]. Le sculture presenti nelle sale sono costituite dalla parte inferiore di corpi femminili con sigarette che fuoriescono dagli orifizi del corpo, in varie pose provocatorie, appoggiate su mobili che appartengono ad un improbabile scenario domestico, in cui vaga anche un gatto nero Tit Cat, realizzato sempre con il sistema dei collant imbottiti, in una deformazione surreale dell'animale da compagnia[31].

## Principali mostre personali in Europa
L'elenco completo delle sue personali è consultabile sul sito della sua Gallerista, Sadie Coles
- I SCREAM DADDIO Padiglione Britannico alla Biennale di Venezia 2015[32]
- HONEY PIE 16 Marzo - 8 Agosto 2020 presso Sadie Coles HQ, Londra[33]
- HAPPY GAS, 28 settembre 2023-14 Gennaio 2024 Tate Britain, Londra[34]